# ペドロ・ポロ
ペドロ・アントニオ・ポロ・サウセーダ（Pedro Antonio Porro Sauceda, 1999年9月13日 - ）は、スペイン・エストレマドゥーラ州バダホス県ドン・ベニート出身のサッカー選手。プレミアリーグ・トッテナム・ホットスパーFC所属。スペイン代表。ポジションはDF。

## 経歴
9歳の時に地元ドン・ベニートのチームのカンテラに入り、2015年にラージョ・バジェカーノのカンテラに入団。同チームのカンテラで頭角を現わし、2017年夏にレアル・マドリード、アトレティコ・マドリード、FCバイエルン・ミュンヘンなどが、ポロの獲得に興味を示す中、8月10日にジローナFCと契約、BチームのCFペララーダに登録され、プロデビュー。11月28日のコパ・デル・レイのレバンテUD戦で、トップチームの試合に出場。2018年5月6月のビジャレアルCF B戦で、プロ初ゴールを記録。7月2日にトップチームに昇格し、2022年までの契約を結んだ。
ラ・リーガ2018-19シーズン開幕戦となった、8月17日にレアル・バリャドリード戦で、トップリーグ初出場。開幕から先発に定着し、8月26日のレアル・マドリード戦、9月23日のFCバルセロナ戦にも先発出場を果たした。しかし、チームは2018-19シーズン18位に終わり、セグンダ・ディビシオンに降格。
2019年8月12日、マンチェスター・シティFCへの完全移籍が決まった後、レアル・バリャドリードへのローン移籍が発表された。
2020年8月15日、スポルティング・クルーベ・デ・ポルトゥガルへ買い取りオプション付きの2年間のレンタル移籍が発表された。
2022年5月16日、スポルティング・クルーベ・デ・ポルトゥガルは買取オプションを行使し、2025年までの契約を結んだ。
2023年1月31日、トッテナム・ホットスパーFCに買取義務付きのレンタルで移籍した。

## 代表歴
2021年3月の2022 FIFAワールドカップ・ヨーロッパ予選に初選出され、同月28日のジョージア戦で代表デビュー。
2025年6月のUEFAネーションズリーグ2024-25準決勝フランス戦でアシストを記録。

## タイトル

### クラブ
スポルティング・クルーベ・デ・ポルトゥガル
- プリメイラ・リーガ：1回 (2020-21)
- タッサ・ダ・リーガ：2回 (2020-21, 2021-22)

#### トッテナム・ホットスパー
- ヨーロッパリーグ：1回（2024-25）